# Imbé
Imbé egy község (município) Brazíliában, Rio Grande do Sul államban, a Tramandaí folyó Atlanti-óceáni torkolatánál. Népességét 2020-ban 23 271 főre becsülték.

## Története
A 17. században indiánok éltek itt, akiket a fehér emberek megpróbáltak megtéríteni, vagy pedig eladták őket rabszolgának. Az óceánparti terület amolyan átutazóhelyként szolgált az 1680-ban alapított Colônia do Sacramento felé, de halászok is letelepedtek a Tramandaí folyó két partján, és farmok is létesültek. A folyón tutajokkal bonyolították le a közlekedést, később híd is épült.
Imbé 1988-ig Tramandaí kerülete volt (mely a maga során 1965-ben vált ki Osórióból), ekkor függetlenedett, és 1989-ben önálló községgé alakult. Az imbé a Philodendron portugál neve; a környéken gazdagon teremnek ezek a növények, ezért róluk nevezték el a települést majd a községet.
2016-ban a helyi Petrobras olajfinomítónál egy tankhajóból 2500 liter nyersolaj ömlött az óceánba a part közelében. A polgármester szerint ez volt Imbé történetének legnagyobb katasztrófája.

## Leírása
A község székhelye Imbé, további kerületei nincsenek. A Tramandaí folyó bal partján, az Atlanti-óceáni torkolatnál fekszik; a folyó átellenes oldalán Tramandaí község található. A két községet a Giuseppe Garibaldi híd köti össze.
Gazdasága a turizmusra és az építőiparra összpontosul.